# Colonne de précipitations

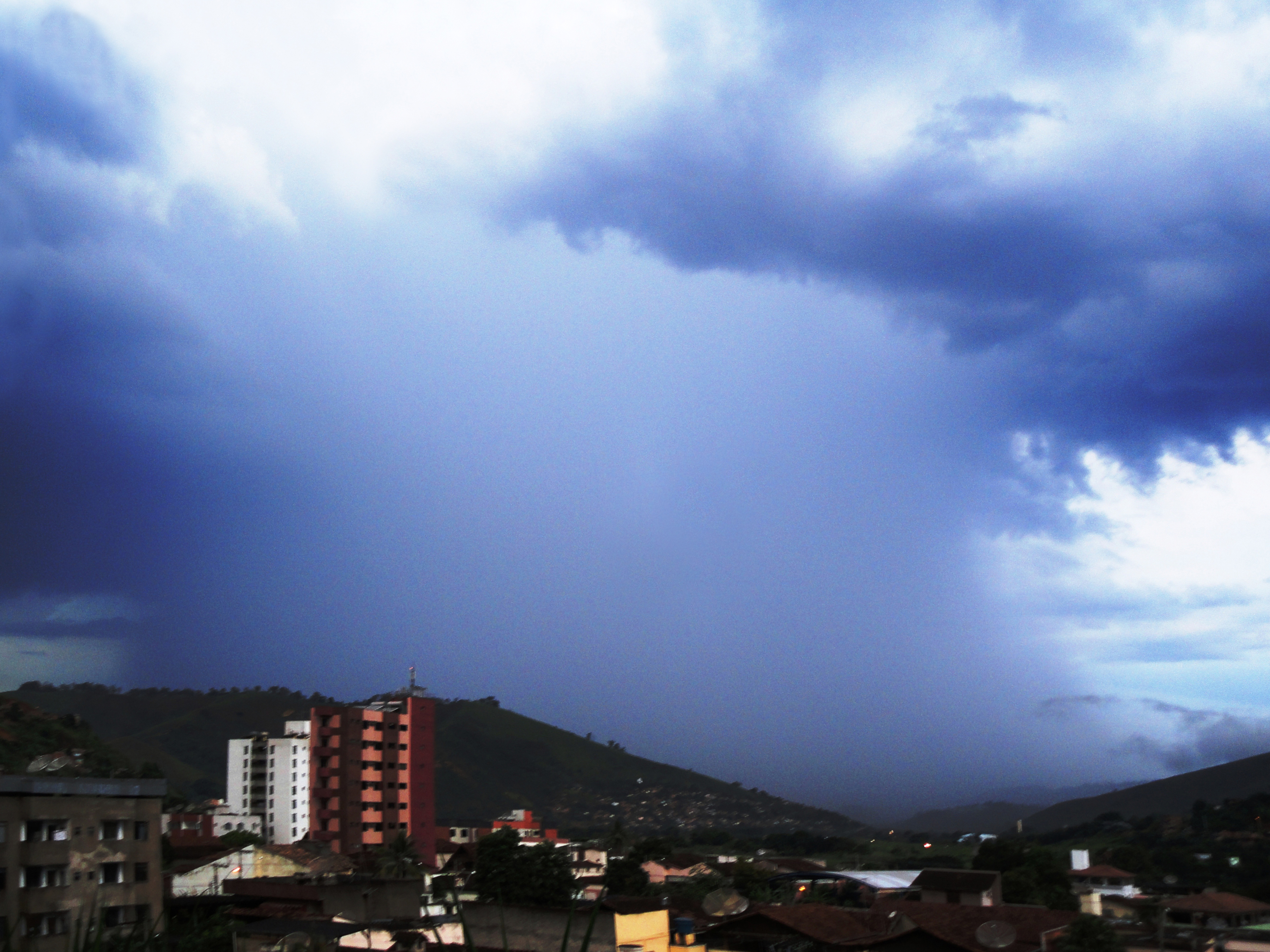
Colonne de pluie sous un orage au Brésil.

Une colonne de précipitations, ou rideau de précipitations, est une zone de largeur bien définie de pluie, de neige ou de grêle visible à la base d'un nuage et atteignant le sol (mais qui en fait débute loin en altitude). L'intensité des précipitations limite la visibilité dans la colonne et donne l'impression d'un mur s'avançant vers l'observateur. Elle se distingue de la virga dont les précipitations s'évaporent avant d'atteindre la surface.

## Formation
Ce phénomène s'observe surtout sous les nuages convectifs, comme les cumulus congestus et les cumulonimbus, lorsque le cœur des précipitations formé en altitude sous le courant ascendant, se met à descendre dans le courant descendant. Les forts mouvements verticaux et l'humidité importante dans ces cas permettent des précipitations intenses et localisées. Il est aussi possible d'observer ce phénomène à l'approche d'un front chaud sous des nimbostratus mais dans ce cas, l'intensité est généralement moindre, la colonne est aussi plus diffuse et large.
Une telle colonne peut être formée de pluie ou de grêle en été alors que le niveau du point de congélation de l'air est à plusieurs kilomètres au-dessus du sol. En hiver, les nuages convectifs peuvent donner des colonnes de neige comme dans le cas des bourrasques de neige. Dans tous les cas, ces colonnes ont un aspect flou et bulbeux au début des précipitations alors qu'une partie de celles-ci peuvent s'évaporer dans l'air plus sec sous-jacent au nuage. Une fois bien établie, l'air devient saturé et la colonne prend son aspect massif. 

## Impact
La présence d'une colonne bien définie est non seulement synonyme de pluie, de neige ou de grêle soudaine mais elle est aussi associée avec une rafale descendante. Lorsque son intensité est grande, et donc la visibilité fortement réduite, ces phénomènes sont également de forte intensité peuvent causer des dommages,.
La masse de la colonne de précipitations (VIL pour Vertically Integrated Liquid en anglais) est un algorithme radar qui estime la masse totale d'eau liquide contenue dans un nuage par mètre carré en faisant la somme des réflectivités dans la colonne de précipitations allant de l'angle le plus bas sondé, jusqu'au sommet du nuage. Cet algorithme est utilisé pour déterminer le type d'orages détectés par le radar et le potentiel de dommages par les vents, la grêle et la pluie.